# Sebastian (Pyłypczuk)
Sebastian, imię świeckie Symeon Pyłypczuk (ur. 24 kwietnia?/7 maja 1914, zm. 1992) – ukraiński biskup prawosławny.

## Życiorys
Pochodził z rodziny chłopskiej. Jako dziewiętnastolatek wstąpił jako posłusznik do skitu Św. Ducha w Poczajowie. Wieczyste śluby mnisze złożył w 1938. Trzy lata później przyjął święcenia diakońskie z rąk biskupa pińskiego i poleskiego Beniamina. W tym samym roku został skierowany do monasteru św. Jerzego na Kozackich Mogiłach. Święcenia kapłańskie przyjął 19 grudnia 1942 z rąk biskupa krasnodarskiego Nikodema. W 1945 został pomocnikiem ekonoma Ławry Poczajowskiej, zaś trzy lata później – jej ekonomem.
W 1954 objął urząd namiestnika Ławry Poczajowskiej, co oznaczało również podniesienie do godności archimandryty. Osiem lat później został przeniesiony do monasteru Pskowsko-Pieczerskiego, zaś cztery lata później – do monasteru Zaśnięcia Matki Bożej w Odessie. W 1967 w trybie eksternistycznym ukończył seminarium duchowne w Odessie. Od 1969 do 1971 zarządzał finansami monasteru Zaśnięcia Matki Bożej w Odessie oraz działającej przy nim letniej rezydencji patriarchów moskiewskich i całej Rusi. Przez kolejne dwa lata był natomiast spowiednikiem mnichów monasteru Zaśnięcia Matki Bożej. W 1973, w trybie zaocznym, uzyskał stopień kandydata nauk teologicznych na Moskiewskiej Akademii Duchownej.
Od 1975 służył w eparchii kijowskiej. W 1976 został dziekanem dekanatu humańskiego oraz proboszczem parafii przy soborze Zaśnięcia Matki Bożej w Humaniu. W roku następnym został wyświęcony na biskupa kirowohradzkiego. Na katedrze pozostawał przez dwanaście lat, w 1989 został przeniesiony w stan spoczynku. Trzy lata później zmarł.